# طوطیان راستین
طوطیان راستین (نام علمی: Psittacidae) نام یک تیره از بالاخانوادهٔ طوطی‌واران است. این خانواده (زیست‌شناسی) یکی از سه خانواده طوطی‌واران است. حدود ده گونه از زیرخانواده طوطیان آفریقایی (طوطی‌های جهان قدیم یا قلمرو آفریقای گرمسیری) و ۱۵۷ گونه از زیرخانوادهٔ طوطی نوگرمسیری (طوطی‌های بر جدید یا نوگرمسیری) در این خانواده جای دارند، همچنین چندین گونه که در سده‌های گذشته منقرض شدند. برخی از پرندگان چشمگیر و شناخته‌شده جهان در اینجا نمایندگی می‌شوند، مانند مکائو آبی‌طلایی در میان طوطی‌های جهان جدید و کاسکو در میان طوطی‌های جهان قدیم.